# Código Gregoriano
O Código, Códex ou Códice Gregoriano (em latim: Codex Gregorianus) é o título de uma coleção de constituições (pronunciamentos legais) dos imperadores romanos ao longo de um século e meio, dos anos 130 aos anos 290. Acredita-se que teria sido produzido em torno de 291-294, mas a data exata é desconhecida. O código adquiriu seu nome de seu autor, um certo Gregório (ou Gregoriano), sobre quem nada se sabe, embora tenha sido sugerido que ele atuou como mestre das petições (magister libellorum) dos imperadores Carino (r. 282–285) e Diocleciano (r. 294–305) nos anos 280 e começo dos 290.
O trabalho não sobreviveu intacto e muito de sua forma original permanece obscura, embora das referências e excertos sobreviventes é certo que foi um trabalho em vários livros, subdivididos em rubricas temáticas (tituti) que contém uma mistura de rescritos para peticionários privados, cartas para oficiais, e éditos públicos, organizados cronologicamente. As estimativas dos estudiosos sugerem um número de livros que varia de 14 a 16, com a maioria favorecendo 15. A evidência do modo da publicação original está preservado, e sugere que Gregório estava trabalhando com materiais no domínio público.

## Recepção

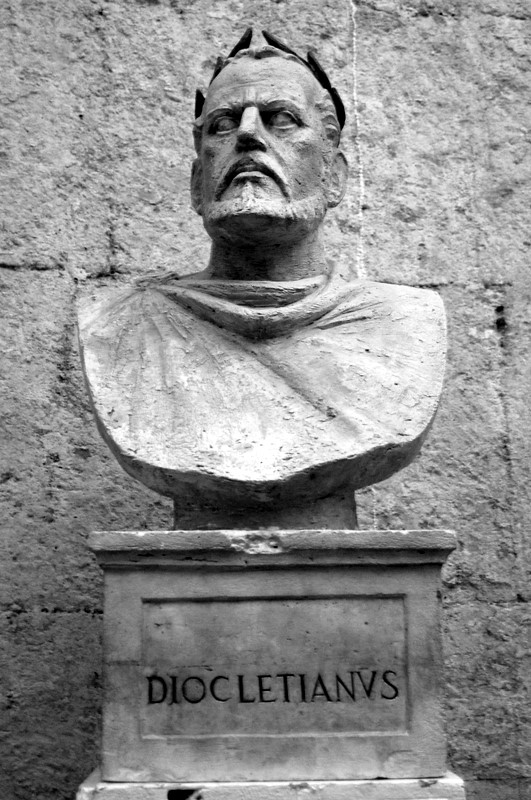
Busto moderno de Diocleciano r. em seu palácio em Split, Croácia

Nos séculos IV e V, para aqueles desejando citar constituições imperiais, o Código Gregoriano tornou-se um trabalho padrão de referência, frequentemente citado junto do Código Hermogeniano. As citações explícitas mais antigas são de um autor anônimo do Mosaicarum et Romanarum Legum Collatio, ou Lex Dei, como é frequentemente conhecido, provavelmente nos anos 390. No começo do século V, Agostinho de Hipona cita o Código Gregoriano na discussão de casamentos adúlteros. Mais famosamente, os Códigos Gregoriano e Hermogeniano são citados como um modelo para a organização das constituições imperiais desde Constantino (r. 306–337) na diretiva ordenando suas coleções em que se tornaria o Código de Teodósio, endereçado o senado de Constantinopla em 26 de março de 429, e redigido pelo questor de Teodósio II (r. 408–450), Antíoco Cuzo.
No período pós-teodosiano, ambos os códigos são citados como fontes das constituições imperiais pelo autor anônimo de meados do século V do Consulta de um jurisconsulto antigo (Consultatio veteris cuiusdam iurisconsulti; provavelmente baseado na Gália), bem como em referências cruzadas marginais por um usuário do Fragmenta Vaticana e nas notas de uma palestra sobre o Ad Sabinum de Ulpiano numa escola de direito oriental. Na era justiniana, o antecessor (professor de direito) Taleleu citou o Código Gregoriano em seu comentário do Código de Justiniano. No Ocidente, em algum momento antes de 506, ambos os códigos foram suplementados por um série de notas classificatórias (interpretationes), que acompanharam suas versões resumidas no Breviário de Alarico e foram citadas como fontes no Direito Burgúndio atribuído ao rei burgúndio Gundebaldo (r. 473–516).

## Eclipse
Textos obtidos do Código Gregoriano adquiriram estatuto como fontes autoritativas de direito simultaneamente com o eclipse deliberado do trabalho original por duas iniciativas de codificação do século VI. Primeiro, a versão resumida incorporada no Breviário de Alarico, promulgado em 506, explicitamente substituiu o texto integral original através da Gália e Hispânia visigóticas. Então, como parte do grande programa codificatório do imperador Justiniano (r. 527–565), ele formou um grande componente do Código de Justiniano, que entrou em vigor em sua primeira edição através dos Bálcãs romanos e províncias orientais em 529. Isso foi subsequentemente desenrolado para o Norte da África latino, após sua reconquista dos vândalos em 530, e então Itália em 554. Então, por meados do século VI, o texto original do Código Gregoriano foi consignado para o caixote do lixo da história através de grande parte do mundo mediterrâneo. Apenas na Gália merovíngia ainda eram exploradas cópias da versão integral do século VI ao IX, como atestado nos apêndices de manuscritos do Breviário.

## Edições

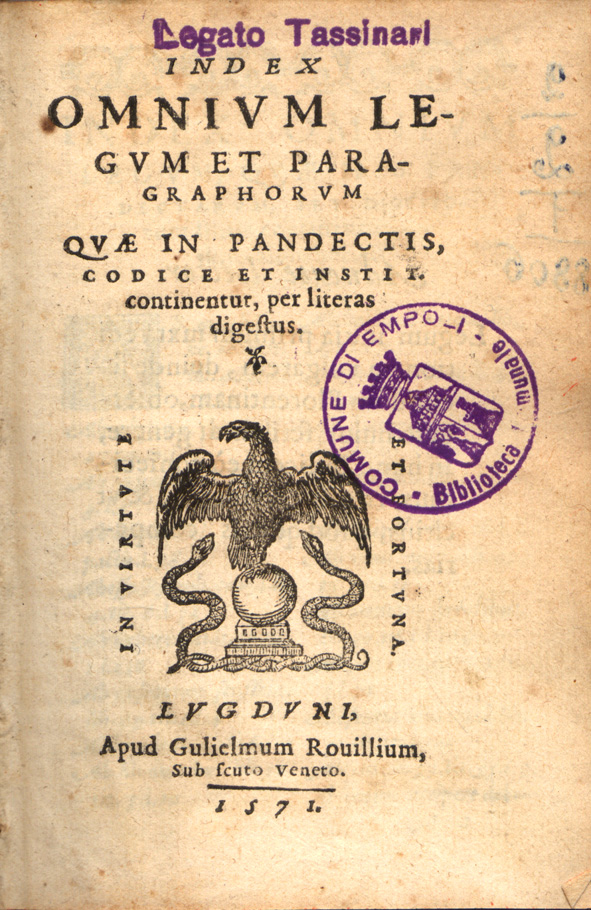
Índice alfabético do Código de Justiniano impresso em Lyon em 1571.

Não houve tentativa de uma reconstrução integral de todos os textos sobreviventes que provavelmente derivam do Código Gregoriano, parcialmente devido à dificuldade de distinguir com absoluta certeza as constituições de Gregório daquelas de Hermogeniano no Código de Justiniano nos anos de meados de 290, onde aparecem sobrepostas. Tony Honoré (1994) fornece o texto integral de todos os éditos privados do período relevante, mas em uma única sequência cronológica, e não de acordo com a possível localização deles no código. A edição mais completa dos restos do código, a de Haenel (1837: 1-56), não obstante incluía apenas textos explicitamente atribuídos à Gregório por autoridades antigas e portanto não cita o material do Código de Justiniano, em razão de que foi apenas implicitamente atribuído.
Krueger (1890) editou o resumo visigótico, com seus acompanhamentos interpretativos (pp. 224-233), e forneceu uma reconstrução da estrutura do código, novamente excluindo o material de Justiniano (pp. 236-242), inserindo o texto integral apenas onde ele não apareceu senão na Coleção de leis romanas pré-Justiniano. Rotondi (1922: 154-158), Scherillo (1934) e Sperandio (2005: 389-395) fornecem apenas uma lista rudimentar dos títulos, embora o último ofereça uma útil concordância com a edição de Lanel do Édito do pretor. Karampoula (2008) funde as reconstruções de Krueger (1890) e Rotondi (1922), mas fornece texto (incluindo as interpretações visigóticas) numa versão em grego moderno.

## Legado e redescoberta
É devido à sua expropriação pelo Código de Justiniano que a influência do trabalho de Gregório ainda é sentida hoje. Como tal, formou parte do Corpo do Direito Civil da revisada tradição do direito romano medieval e moderno precoce. Este, por sua vez, foi o modelo e inspiração para os códigos de direito civil que dominaram os sistemas europeus desde o Código Napoleônico de 1804.[carece de fontes?] Em 26 de janeiro de 2010, Simon Corcoran e Benet Salway da University College London anunciaram que descobriram 17 fragmentos daquilo que acreditaram ser a versão original do código.